# Ernst Wilhelm Nay
Ernst Wilhelm Nay (Berlino, 11 giugno 1902 – Colonia, 8 aprile 1968) è stato un pittore tedesco.

## Biografia

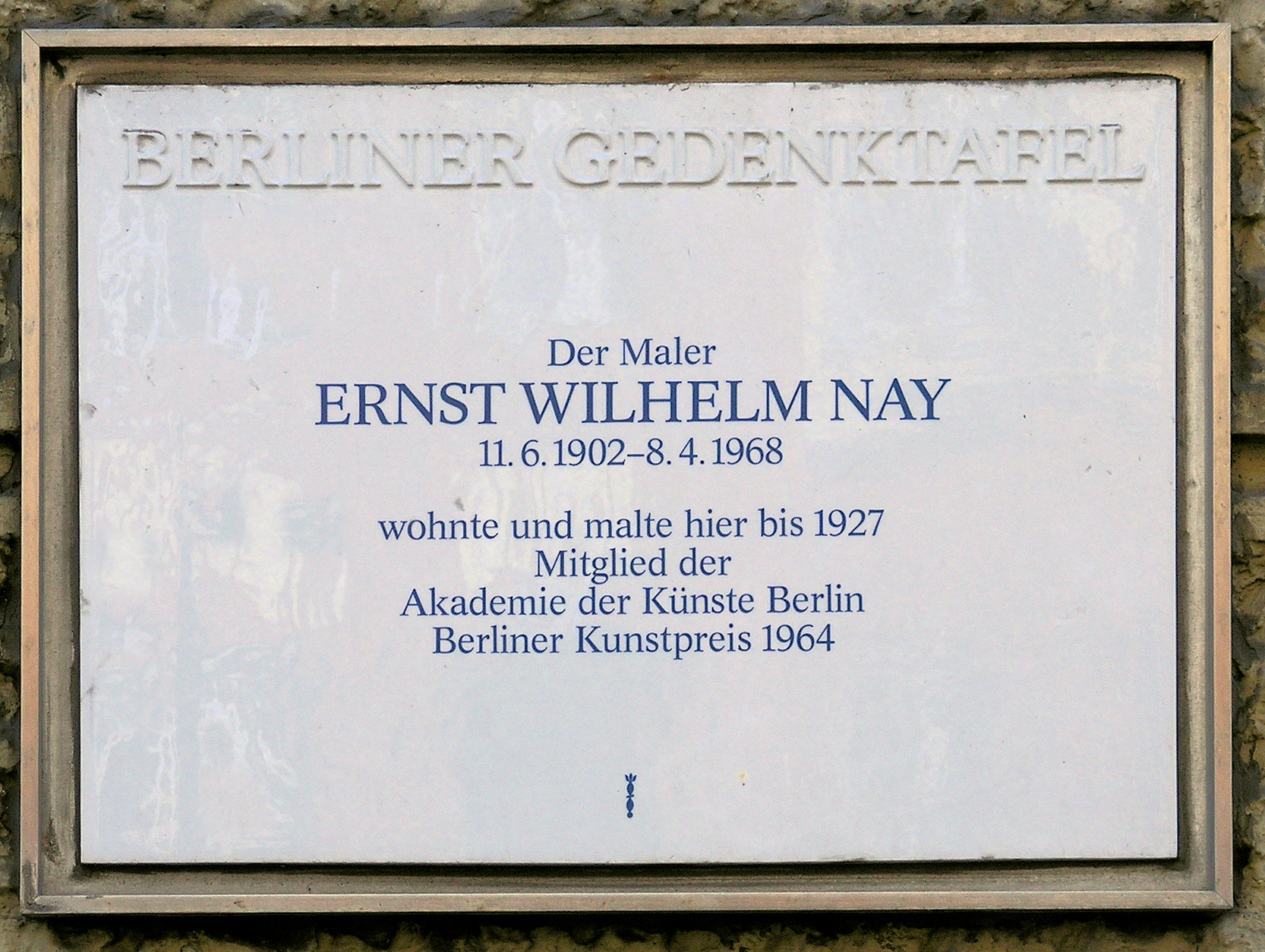
Targa commemorativa a Berlino

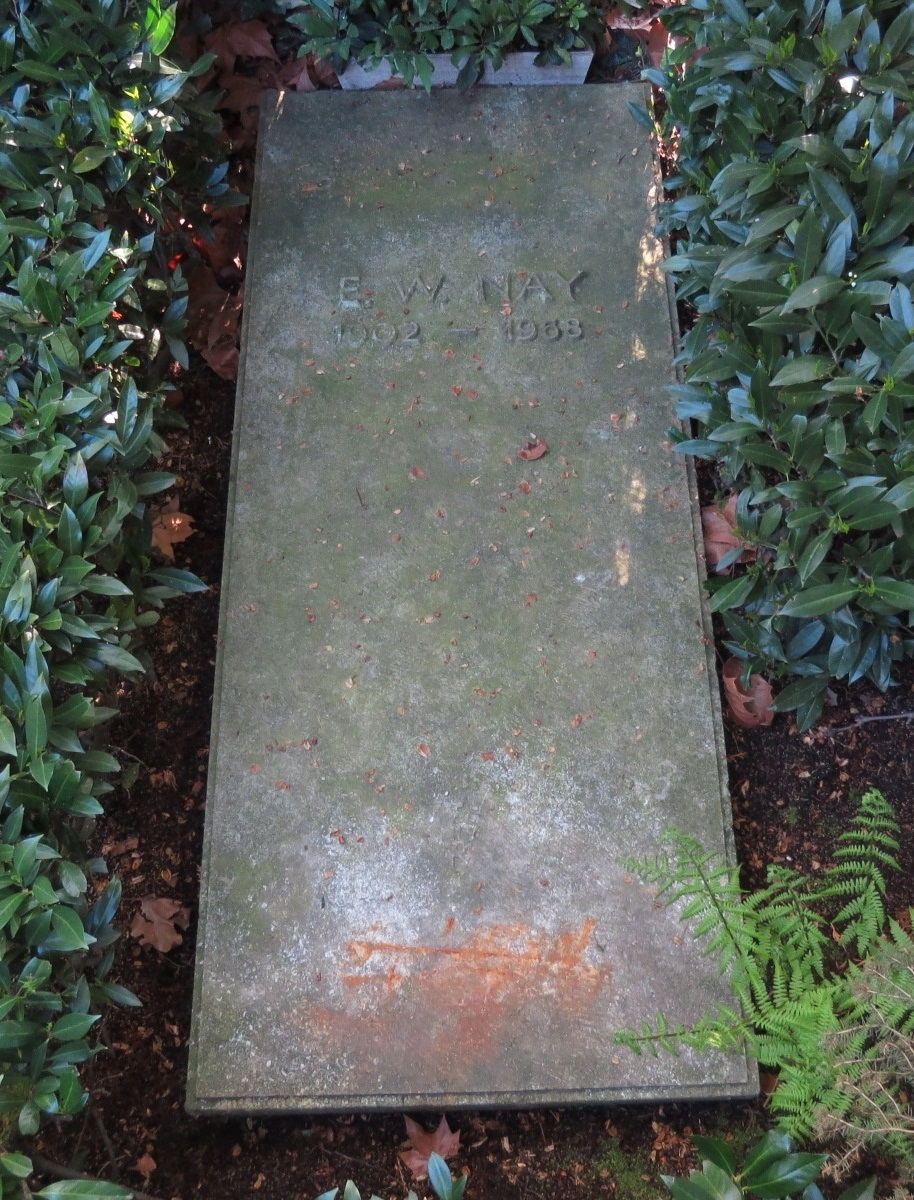
Tomba di Nay a Colonia

Ernst Wilhelm Nay fu un pittore tedesco conosciuto per la sua appartenenza al movimento dell'arte informale e la vicinanza ad artisti del secondo dopoguerra come Karel Appel, Jean Dubuffet e Alberto Burri.
Pur operando esclusivamente nell'astrazione, l'uso sottile, individuale, espressionistico del colore di Nay mentre esprimeva energia con pennellate veloci e la modellatura simile a quella tessile mostrarono l'influenza di pittori rappresentativi come Ernst Ludwig Kirchner e Henri Matisse, anche se differentemente da molti suoi colleghi coetanei, Nay non aderì all'espressionismo astratto di seconda generazione e alle nuove correnti emergenti dell'arte op, della pop art e dell'arte minimalista.
Nay approfondì le sue conoscenze artistiche con Karl Hofer alla Accademia delle arti di Berlino dal 1925 al 1928.
A Parigi, dove Nay soggiornò per la prima volta nel 1928, conobbe la giovane pittura d'avanguardia e 
dopo un viaggio a Roma (1931) come vincitore del premio Roma, dipinse una serie di nature morte intrise di elementi magico-surreali.
Nay stava ottenendo un buon successo
in Germania, quando il regime nazista giudicò le sue opere come "degenerate", impedendogli di mostrare o persino di produrre opere d'arte.
Un periodo fondamentale si dimostrò il soggiorno in Norvegia (1937-1938), ospite di Edvard Munch, concretizzato da una serie di quadri e disegni, ispirati dalle scene di pesca e dal paesaggio dell'arcipelago Lofoti. Tra le opere più significative si possono menzionare La partenza dei pescatori (1936), Paesaggi di Lofoten (1937), Donne al mare (1938), in cui brani figurali contribuirono alla formazione dei dipinti, densi di colori accesi.
Dopo essere stato reclutato nell'esercito nazista, Nay prestò servizio militare in Francia, dove riuscì a dipingere segretamente nello studio di scultura di un amico a Le Mans, realizzando una serie di piccoli acquarelli caratterizzati da una ricerca peculiare nel colore.
Dopo la seconda guerra mondiale, ultimò un ciclo di quadri ispirati a miti, leggende, poesie; dopo il 1950 il suo stile si sviluppò verso una tendenza artistica non figurativa.
Nel 1950 si svolse la sua prima grande retrospettiva alla Kestnergesellschaft di Hannover; tre anni dopo incominciò ad insegnare alla Landeskunstschule di Amburgo.
Da questo momento partecipò alle più importanti esposizioni internazionali riscuotendo consensi e riconoscimenti, come alla Biennale di Venezia del 1956.
Nel suo cammino di sviluppo artistico, spiegato con l'aiuto di scritti teorici come Gestaltwert der Farbe (1955), Nay evidenziò l'idea di superficie come elemento partecipante alla creazione, che tramite il colore diventa una superficie-forma. Il concetto basilare risultò: «dipingere significa formare il quadro col colore».
Importante fu quindi la gestione del colore, che Nay sgravò sia dalle funzioni simboliche sia da quelle raffigurative e quindi venne miscelato, accostato, con tendenze contrappuntistiche.
Verso il 1953 Nay espresse strutture con forme ripetute, quali il disco, come forma statica e dinamica, che negli anni seguenti diventarono sempre più variate e originali, sulle quali intervenne negli ultimi anni l'influenza cubista, che trovò modo di innestarsi, con le sue esasperazioni formali, su modi che furono propri dei Nabis.
Le varie fasi della costruzione pittorica di Nay si possono riassumere con una prima forma di profili cubisti coniugati con accesi colori, per raggiungere un "orfismo" espressionista; alla quale si aggiunge un sintetismo dell'elemento figurale per arrivare ad una superficie di macchie colorate con la caratteristica forma a disco, che possono ricordare "composizioni musicali". Tra le opere si può citare Giallo e porpora, Epsilon (1959).
Oggi, le sue opere sono conservate ed esposte, tra gli altri, nelle collezioni del Kunstmuseum di Basilea, della Tate Modern di Londra, del Solomon R. Guggenheim Museum di New York e della Nationalgalerie di Berlino.

## Opere
- Ritratto di F. Reuter (1925);
- La partenza dei pescatori (1936);
- Paesaggi di Lofoten (1937);
- Donne al mare (1938);
- Armonia in blu e rosso (1958);
- Giallo e porpora, Epsilon (1959).